# Aratere
Die Aratere ist ein neuseeländisches Fährschiff. Betrieben wird es von Interislander.

## Einzelheiten
Die Aratere wurde unter der Baunummer 1570 in Spanien für die Wilmington Trust Company gebaut. Die Kiellegung erfolgte am 10. November 1997, der Stapellauf 1998. Das Schiff war zunächst 150 Meter lang und mit 12.596 BRZ bzw. 3.779 NRZ vermessen. Die Passagierkapazität betrug 400 Personen. Für Fahrzeuge standen 1.005 Spurmeter, für Eisenbahnwaggons 425 Meter auf vier Spuren zur Verfügung. 2011 wurde das Schiff in einer Werft in Singapur um 30 Meter verlängert.
Das Schiff fährt unter der Flagge von Neuseeland. Der Heimathafen ist Wellington.

### Einsatz
Die Aratere wird auf der Strecke zwischen Wellington (Nordinsel) und Picton (Südinsel) eingesetzt. Dabei durchquert das Schiff die Cookstraße. Die Fahrzeit beträgt circa drei Stunden bei einer Entfernung von 92 km.

## Technische Beschreibung
Die Aratere verfügt über einen dieselelektrischen Antrieb. Die Stromerzeugung für den Antrieb erfolgt über vier Wärtsilä-Dieselmotoren mit einer Leistung von jeweils 3.680 kW, die mit vier ABB-Generatoren gekoppelt sind. Darüber hinaus sind zwei weitere Wärtsilä-Dieselmotoren mit einer Leistung von jeweils 1.600 kW für den Antrieb zweier elektrischer Generatoren verbaut.
Die vier Antriebsmotoren wirken über Getriebe auf zwei Festpropeller. Das Schiff erreicht eine Geschwindigkeit von maximal 19,5 kn.
Das Schiff ist in sechs Decks unterteilt.